# Le Départ pour le travail
 (avril 2024).
Si vous disposez d'ouvrages ou d'articles de référence ou si vous connaissez des sites web de qualité traitant du thème abordé ici, merci de compléter l'article en donnant les références utiles à sa vérifiabilité et en les liant à la section « Notes et références ».
Le Départ pour le travail est un tableau de Jean-François Millet finalisé entre 1850 et 1851 et conservé au Kelvingrove Art Gallery and Museum, à Glasgow.